# Andrzej Massel
Andrzej Massel (ur. 19 stycznia 1965 w Gdańsku) – polski inżynier, wykładowca akademicki, naukowiec z zakresu kolejnictwa, w latach 2010–2013 podsekretarz stanu w resortach związanych z infrastrukturą, w latach 2005–2010 i 2014–2022 zastępca dyrektora, a od 2022 dyrektor Instytutu Kolejnictwa.

## Życiorys
Syn Stanisława i Wandy z domu Sułek. Absolwent Wydziału Budownictwa Lądowego Politechniki Gdańskiej z 1989. Był stażystą w Oddziale Drogowym PKP w Gdyni (1989–1990). Od 1990 związany z Centrum Naukowo-Technicznym Kolejnictwa w Warszawie, a od 2010 Instytutem Kolejnictwa, w latach 2005–2010 jako zastępca dyrektora ds. studiów i projektów badawczych. Został też nauczycielem akademickim na Wydziale Inżynierii Lądowej i Środowiska PG. Na tej uczelni w 1997 obronił pracę doktorską. W latach 2000–2001 był pełnomocnikiem marszałka województwa pomorskiego ds. transportu kolejowego, a następnie członkiem rady nadzorczej przedsiębiorstwa PKP Szybka Kolej Miejska w Trójmieście (2001–2002). Został członkiem Komitetu Rozwoju Kolei Dużych Prędkości w Polsce, opracował szereg prac studialnych inwestycji kolejowych w Polsce, w tym poświęconych modernizacji linii E-65 Warszawa-Gdynia (2003–2004), a także budowie pierwszej linii metra w Warszawie na odcinku Słodowiec-Młociny (2004–2005). Kierował realizacją wstępnego studium wykonalności budowy linii dużych prędkości Wrocław/Poznań-Łódź-Warszawa (2005). Był szefem zespołu przygotowującego tzw. master plan dla transportu kolejowego w Polsce do 2030. Współautor koncepcji Pomorskiej Kolei Metropolitarnej.
28 grudnia 2010 powołany na podsekretarza stanu ds. kolejnictwa w Ministerstwie Infrastruktury. 23 listopada 2011 objął tożsame stanowisko w nowo utworzonym Ministerstwie Transportu, Budownictwa i Gospodarki Morskiej. Odszedł ze stanowiska dzień po utworzeniu 27 listopada 2013 Ministerstwa Infrastruktury i Rozwoju. W 2014 ponownie został zastępcą dyrektora Instytutu Kolejnictwa, a w 2021 mianowany p.o. dyrektora tej instytucji. W kwietniu 2022 został dyrektorem tego instytutu. W 2024 został członkiem rady nadzorczej PKP.

## Życie prywatne
Żonaty. Pasjonat kolejnictwa, autor literatury naukowej, fachowej i popularnonaukowej, kolekcjoner archiwalnych rozkładów jazdy oraz pocztówek i fotografii o tematyce kolejowej.